# Бен Фостер (футболіст)
Бен Фостер (англ. Benjamin Foster, нар. 3 квітня 1983, Лімінгтон-Спа, Англія) — англійський футболіст, воротар клубу «Вотфорд».

## Клубна кар'єра
У дорослому футболі дебютував 2000 року виступами за команду клубу «Рейсінг» (Варвік), в якій провів один сезон, взявши участь у 18 матчах чемпіонату. 
Згодом з 2001 по 2007 рік грав у складі команд клубів «Сток Сіті», «Бристоль Сіті», «Тівертон Таун», «Сток Сіті», «Стаффорд Рейнджерс», «Кіддермінстер Гаррієрс», «Рексем», «Манчестер Юнайтед» та «Вотфорд».
Своєю грою за останню команду знову привернув увагу представників тренерського штабу клубу «Манчестер Юнайтед», до складу якого повернувся 2007 року. Цього разу відіграв за команду з Манчестера наступні три сезони своєї ігрової кар'єри. За цей час двічі виборював титул володаря Кубка англійської ліги, ставав чемпіоном Англії (також двічі), переможцем Ліги чемпіонів УЄФА.
Протягом 2010—2011 років захищав кольори команди клубу «Бірмінгем Сіті».
До складу клубу «Вест-Бромвіч Альбіон» приєднався на умовах оренди 2011 року. Відіграв за сезон 37 матчів.
29 червня 2012 року підписав з клубом постійний контракт на три роки з можливим подовженням ще на два. Після сезону 2016-2017 був номінантом на премію Футболіста Асоціації футболістів року.
Після вильоту «Вест-Бромвіч Альбіон» в чемпіоншип Бен повернувся до Вотфорда», підписавши з клубом дворічний контракт з можливістю продовження ще на один рік.

## Виступи за збірну
2006 року дебютував в офіційних матчах у складі національної збірної Англії. Наразі провів у формі головної команди країни 8 матчі.

## Досягнення
«Манчестер Юнайтед»
- Чемпіон Англії: 2007–08, 2008–09
- Володар Кубка Футбольної ліги: 2008–09, 2009–10
- Володар Суперкубка Англії: 2007, 2008
- Переможець Ліги чемпіонів УЄФА: 2007–08
- Переможець Клубного чемпіонату світу: 2008

«Бірмінгем Сіті»
- Володар Кубка Футбольної ліги: 2010–11